# Вале Гранара (Фрозиноне)
Вале Гранара је насеље у Италији у округу Фрозиноне, региону Лацио.
Према процени из 2011. у насељу је живело 18 становника. Насеље се налази на надморској висини од 1290 м.